# Euphyia signata
Euphyia signata là một loài bướm đêm trong họ Geometridae.